# 杨叶藤山柳
杨叶藤山柳（学名：Clematoclethra actinidioides var. populifolia）是猕猴桃科藤山柳属猕猴桃藤山柳的变种。分布于中国大陆的贵州、河南、四川、甘肃、陕西等地，生长于海拔1,500米至3,900米的地区，多生长于山地沟谷林中，目前尚未由人工引种栽培。